# خليل الدباغ
اللواء خليل جاسم الدباغ الهذلي ويعرف بلقب الزعيم خليل الدباغ، هو أحد ضباط الجيش العراقي من الرعيل الثاني في الجيش العراقي السابق، ولقد اشتهر في حرب فلسطين عام 1948 بين العراق وإسرائيل، كما اشتهر بإحباطه محاولة عارف عبد الرزاق، الانقلابية الثانية ضد الرئيس العراقي آنذاك عبد الرحمن عارف الجميلي، وقيادته لحملات عسكرية في شمال العراق من ضمنها حملة القوش، ضد جيش الأنصار وحملات عديدة أخرى في التمرد الكردي في شمال العراق بدأ من عمليات الجيش العراقي ضد حركات مصطفى البارزاني وبدءا من ثورة بارزان الثانية وحركة بارزان الثالثة وحركة بارزان الرابعة، وقيادته للحملات العسكرية العراقية ضد قوات البيشمركة الكردية في العمادية وراوندوز ورانية وحاج عمران وعين زالة وغيرها بصفتهِ آمرا لموقع الموصل وقائدا للأفواج الخفيفة أو الفرسان منذ عام 1963، وقائد اللواء الرابع ثم قائد الفرقة الرابعة في الجيش العراقي وكالة. كما أشتهر بمشاركتهِ في بناء وتدريب القوات الفلسطينية من ضمنها فوج الكرمل وسرية خطاف والدفاع عن وادي عارة والقرئ العربية هناك عام 1948. وكذلك تدريب القوات اليمنية والليبية وتشكيل أول لواء مغاوير وقوات خاصة عراقية عرفت بقوة خليل جاسم بالإضافة لمساهمته الرئيسية في تشكيل لواء الملكة عالية.

## ولادته ونشأته
ولد عام 1335هـ/1916م، في مدينة الموصل في شمال العراق من عائلة موصلية تعمل في تجارة الجلود وكان والده جاسم صاحب أحد أشهر المتاجر في مدينة الموصل فقد إحدى ساقيه اثناء الحرب العالمية الأولى في أحد المعارك علئ جبهة العراق وضل عدة أيام في العراء قبل أن تنقذه دورية عسكرية بريطانية لتنقله الئ أحد المستشفيات الإنكليزية في البصرة ليتلقى العلاج هناك، مما حدا به الاعتماد على ولده الوحيد بعد ذلك.

## دراسته في الكلية العسكرية

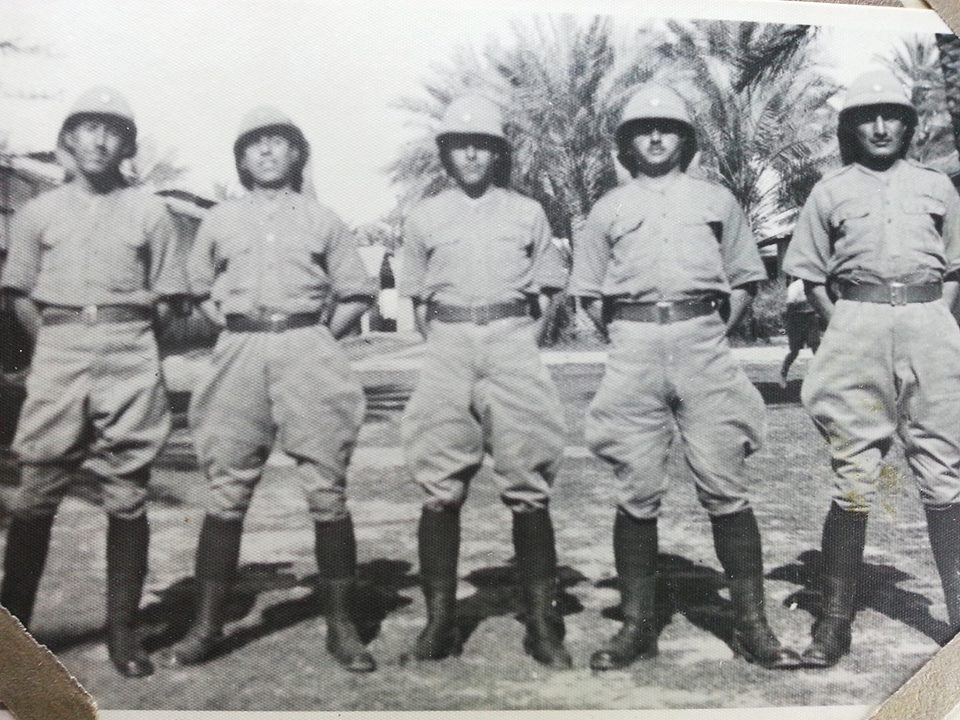
تَخرج الدورة 18 من الكلية العَسكرية المَلكية في الرستمية ببغداد، يظهر عَدد من ضُباط الجيش العراقي الملكي حديثي التخرج من ضمنهم خليل جاسم الدباغ (الاول من اليمين)، 1940.

التحق خليل جاسم بالكلية العسكرية العراقية الأولى في بغداد منتصف عقد الثلاثينات، وتخرج منها في عام 1360هـ/1940م، في الدورة 18 ومعه تخرج نخبة من الضباط العسكريين من أمثال عبد الجبار شنشل وإبراهيم فيصل الأنصاري وعبد الكريم فرحان وعبد الهادي الحافظ ودريد الدملوجي وعبد العزيز مجيد وسعيد فتحي الصقلي، قائد المنطقة الشمالية وغيرهم من الضباط، وبعد اندلاع الحرب العراقية البريطانية عام 1941م، في حينها أستدعي جميع طلبة الكلية العسكرية العراقية لمواجهة القوات البريطانية في الحبانية بعد أحداث ثورة مايس 1941. وشارك في الثورة برتبة ملازم، وفقد مع أفراد وحدته في الصحراء بعد الغارات البريطانية العنيفة على مواقع القوات العراقية لكنه استطاع انقاذ افراد وحدته العسكرية من الموت عطشا عندما تركهم وهرول بعيدا لطلب النجدة من بعض العرب المتواجدين في المنطقة فجاءوا وانقذوا الوحدة بأكملها جالبين المياه على ظهور خيولهم وأبلهم.

## مهامه في الجيش العراقي
لقد انيطت بالجيش العراقي بعد عودة الوصي عبد الإله ونوري السعيد إلى الحكم أثر الإطاحة بالعقداء الأربعة مهمة الدعم اللوجستي للحلفاء ضد المانيا النازية، ودول المحور في الحرب العالمية الثانية، فكان للضباط العراقيين ومنهم خليل جاسم دور أساسي في تسهيل المهمة وإعادة بناء الجيش العراقي، ومن ثم اعلان الحرب على ألمانيا ودول المحور ودعم الحلفاء عسكريا أيضا في حربهم حتى النصر عام 1945م في الحرب العالمية الثانية، وفي عقد الأربعينيات أندلعت حركة برزان الثانية والثالثة ثم حركة بارزان الرابعة في شمال العراق مما دفع الحكومة العراقية إلى إرسال قطعات عسكرية لإخماد التمرد فكان خليل جاسم من أبرز المشاركين في أخماد حركات التمرد الكردية في شمال العراق، وأبدى صبر وتحمل عاليين نال اعجاب قادته العسكريين وقد أكسبته هذه الحرب خبرة عسكرية في مجال حرب العصابات الجبلية فكان اعتماد القيادة العسكرية عليه كبيرا في هذا النوع من العمليات فيما بعد.

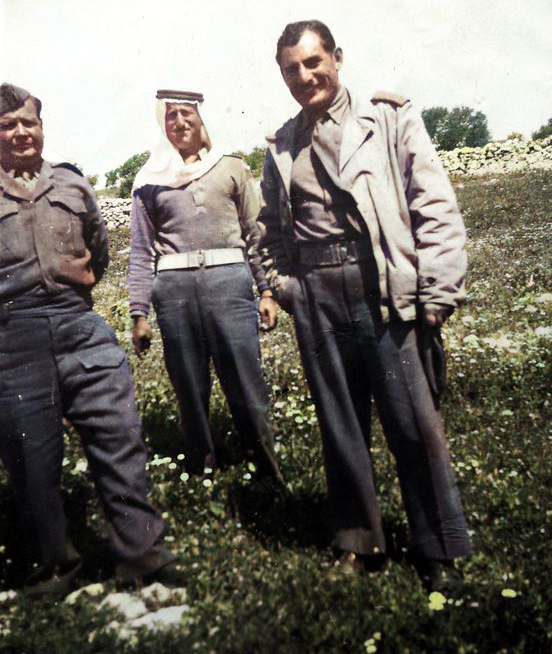
النقيب "حينها " خليل الدباغ في عارة، إسرائيل 1949.

في عام 1366هـ/1947م، استقبلت المملكة العراقية بعثة عسكرية من اليمن تضم عدد من الضباط اليمنيين على رأسهم المقدم أحمد الثلايا لمساعدة وبناء القوات العسكرية اليمنية والاستفادة من الخبرات العسكرية العراقية فكان الضابط خليل جاسم أحد الأساتذة المشرفين على تدريب هؤلاء الضباط وبأسلوب حرب الجبال والعصابات التي أتقنها الضباط العراقيون من خلال مشاركتهم في التصدي لحركة برزان الأولى والثانية في شمال العراق والتقى «بالمقدم أحمد الثلايا» قائد ثورة اليمن عام 1955. وفي عام 1948 اندلعت الحرب العربية الإسرائيلية فكان النقيب خليل جاسم تحت أمرة القائد العسكري العراقي المعروف غازي الداغستاني  وأوكل لهُ الأخير مهمة الدفاع عن عارة وعرعرة وكفر قرع ووادي عارة وإجزم (حيفا) والقرى المحيطة بها من الهجمات الإسرائيلية وأتخذ من المدرسة المشتركة في عرعرة مقرا لقواته.
وفي إحدى المرات طلبت منهُ القيادة العسكرية العراقية تعزيزات لانجاد جبهة جنين فقام خليل الدباغ بأرسال جميع القوات العراقية المرابطة هناك وبقي هو مع ستة من جنودهِ فقط في بلدة يعبد  بعد ان ألبس المتطوعين الفلسطينين الذين طلب منهم الجيش العراقي التطوع ملابس القوات العراقية، رغم كونهم يفتقدون للخبرة العسكرية آنذاك وللأيهام بأن عدد قواته أكبر بكثير من العدد الحقيقي قبل أن يلتحق بهم بعد ذلك ليشارك في معركة جنين.
بعد أن تمت الهدنة الأولى أوكلت لهُ القيادة العسكرية العراقية مهمة إدارة المفاوضات في عارة بينه وبين الجانب الفلسطيني من جهة وبين القوات الإسرائيلية في كفر غليكسون من جهة أخرى، لإجادته اللغة الإنكليزية وبعض العبرية التي تعلمها في حرب فلسطين. واشتهرت تلك المراسلات في الصحف والجرائد الإسرائيلية.
بعدها صدرت الأوامر من القيادة العراقية بتدريب الفلسطينيين المتواجدين في المناطق الفلسطينية وتسليحهم وتمويلهم فقام خليل الدباغ بتأسيس أحد أشهر أفواج المقاومة الفلسطينية وهو فوج الكرمل، وكذلك سرية خطاف، واللتان كانتا الأساس في تأسيس قوات منظمة التحرير الفلسطينية فيما بعد، واستمر في قيادتها للدفاع عن الأراضي في القطاع الغربي لوادي عارة.كذلك قاد معركة خربة وادي عارة ومعركة القصر في 20 أيلول 1948 واستمر بادارة شؤون هذا القطاع حتى انتهاء مهمة الجيش العراقي في فلسطين وتسليم مواقعه للقوات الأردنية.

## أهم انجازاته

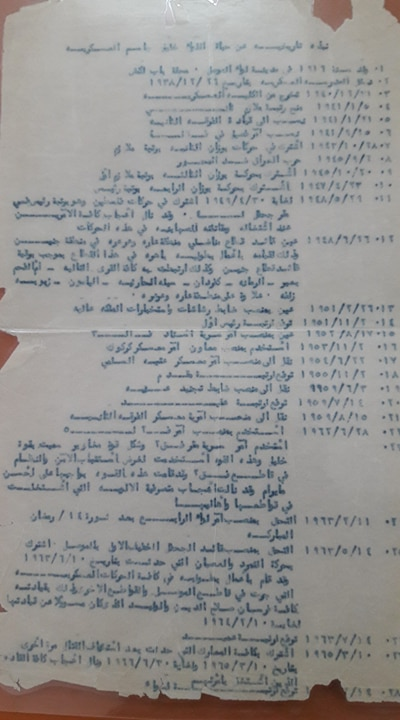
انجازات اللواء خليل الدباغ بحسب وزارة الدفاع العراقية.

بعد عودته من فلسطين في منتصف عام 1949 أستمر في عمله كضابط لتدريب وبناء الجيش العراقي فكان أول من أسس قوات خاصة عراقية عرفت باسم قوات الملكة عالية، وتم تاسيسها في منتصف الخمسينيات حيث عين بمنصب ضابط استخبارات ورشاشات اللواء، كما شارك بتأسيس الكلية العسكرية الملكية الأردنية، ثم شارك في تدريب ضباط عرب أرسلتهم حكوماتهم إلى العراق فدرب العديد من الضباط من اليمن والسودان وليبيا ودول الخليج العربي والدول العربية الأخرى، لنقل الخبرات العسكرية العراقية إلى الجيوش العربية المشكلة حديثا.
لم يكن لخليل جاسم توجه أو ميول سياسية فقد كان ولائه للوطن والمنظومة العسكرية فلم يكن له دور رئيس في انقلاب تموز عام 1958 بالرغم من معرفته الوثيقة بالضباط المشاركين في الثورة من أمثال عبد السلام عارف وغيرهم.
وبعد انتهاء شهر العسل بين الزعيم عبد الكريم قاسم والاكراد أندلعت المواجهات مرة أخرى في شمال العراق مما حدا بالحكومة العراقية أرسال قوات عسكرية مرة أخرى إلى شمال العراق، وكان من أبرز الضباط الذين لديهم خبرة جيدة في مواجهة تمرد الاكراد فنقل إمن كركوك، ونقل معه القائد عبد الجبار شنشل وهو أحد المقربين منه وأحد ابرز رجالات الجيش العراقي ورواده.
لم يستقر الوضع في العراق بعد ثورة 1963م، والإطاحة بنظام عبد الكريم قاسم، فكانت الفوضى التي سببها التنافس بين جماعة حزب البعث والقوميين من جهة والشيوعيين من جهة أخرى، له بالغ الاثر على الوضع العسكري والسياسي في العراق، فقامت بعض العناصر الشيوعية والمعروفة بجيش الأنصار الموالية لقوات البشمركة بقيادة توما توماس بالسيطرة على محيط قرية القوش، فأوكلت إلى خليل الدباغ قيادة حملة عسكرية علئ القوش لإعادة الأمور إلى نصابها هناك، وتم ذلك بالفعل وأستطاع إعادة هيبة الدولة وسيطرتها على القوش ومحيطها بعد الاستعانة بقوات الفرسان  والتي ساهم في بناءها وقيادتها كذلك.
في أغلب فترة الستينيات أستمر في مقارعة تمرد الأكراد في شمال العراق وتمت ترقيته إلى رتبة زعيم «عميد» وكان من أهم الضباط المشاركين في مقارعة التمرد الكردي في الشمال فدخل مدينة العمادية أكثر من مرة بعد تحريرها من أيدي قوات البشمركة الكردية، وفك حصارا خانقا باستخدام قوات مظلية مجوقلة على الحامية العراقية في راوندوز بقيادة الفريق (فيما بعد) سعيد حمو الذي أستبشر خيرا بوصول قوات خليل الدباغ، وبعد أن كان الحصار شديدا وكانوا على وشك الاستسلام.
ولقد تم تعينه من قبلها آمرا لموقع الموصل وكان وكيل للفرقة الرابعة في معسكر تدريب الغزلاني في الموصل حيث إن الجيش العراقي يحتوي على خمس فرق فقط آنذاك، وكان أعتماده على قوات الجحوش والتي كان هو قائدا لها وهي قوات متمرسة على حرب الجبال مكونة من الاقليات العرقية في شمال العراق، ولما لها من دور كبير ومتميز لمساندة القوات العراقية في حرب الشمال بالأضافة لقابليتها على الحركة ومعرفتها بطبيعة الأرض وجغرافيتها فاستثمرت القيادة العراقية ذلك في مقارعة التمرد الكردي. ودخل في مفاوضات كثيرة مع الجانب الكردي وكان الملا مصطفى البارزاني أحد المعجبين بعدوه ووصفه بالبطل في أكثر من مناسبة كذلك هو الحال مع الفريق سعيد حمو وأرشد زيباري الوزير السابق وإبراهيم فيصل الأنصاري رئيس أركان الجيش السابق بينما وصف من اخرين بالشراسة.

في أحد الأيام اتصل الرئيس عبد الرحمن عارف بالزعيم خليل جاسم وهو في حالة معنوية سيئة طالبا إياه القبض على عارف عبد الرزاق لقيامه بمحاولة انقلابية ثانية بعد فشل محاولته الأولى فطمأنه ووعده بالقبض على عارف عبد الرزاق في مطار الموصل، وبالفعل استطاع بمساعدة العقيد الركن عبد الكريم شندالة من القبض على عارف عبد الرزاق، واحباط محاولته الانقلابية ضد حكومة بغداد. وكانت تربطه علاقات صداقة وزمالة قوية مع اغلب قادة الموصل العسكريين أو ما يعرف " بكتلة الموصل العسكرية" الذين تركوا أثرهم في الساحة العسكرية العراقية من أمثال الزعيم طاهر عبد الغفور الأطرقجي والفريق الأول الركن عبد الجبار شنشل" وزير الدفاع السابق (وهو معه من نفس دفعة التخرج من الكلية العسكرية)، والعميد عبد الرزاق السيد محمود متصرف السليمانية وكنعان الملاح، وسعيد الشيخ وقائد الفرقة الرابعة يونس عطار باشي، وسعيد قطان، واللواء الركن سعدون حسين، وطه حمو وصعب حردان الدليمي وداوود الجنابي وغيرهم.

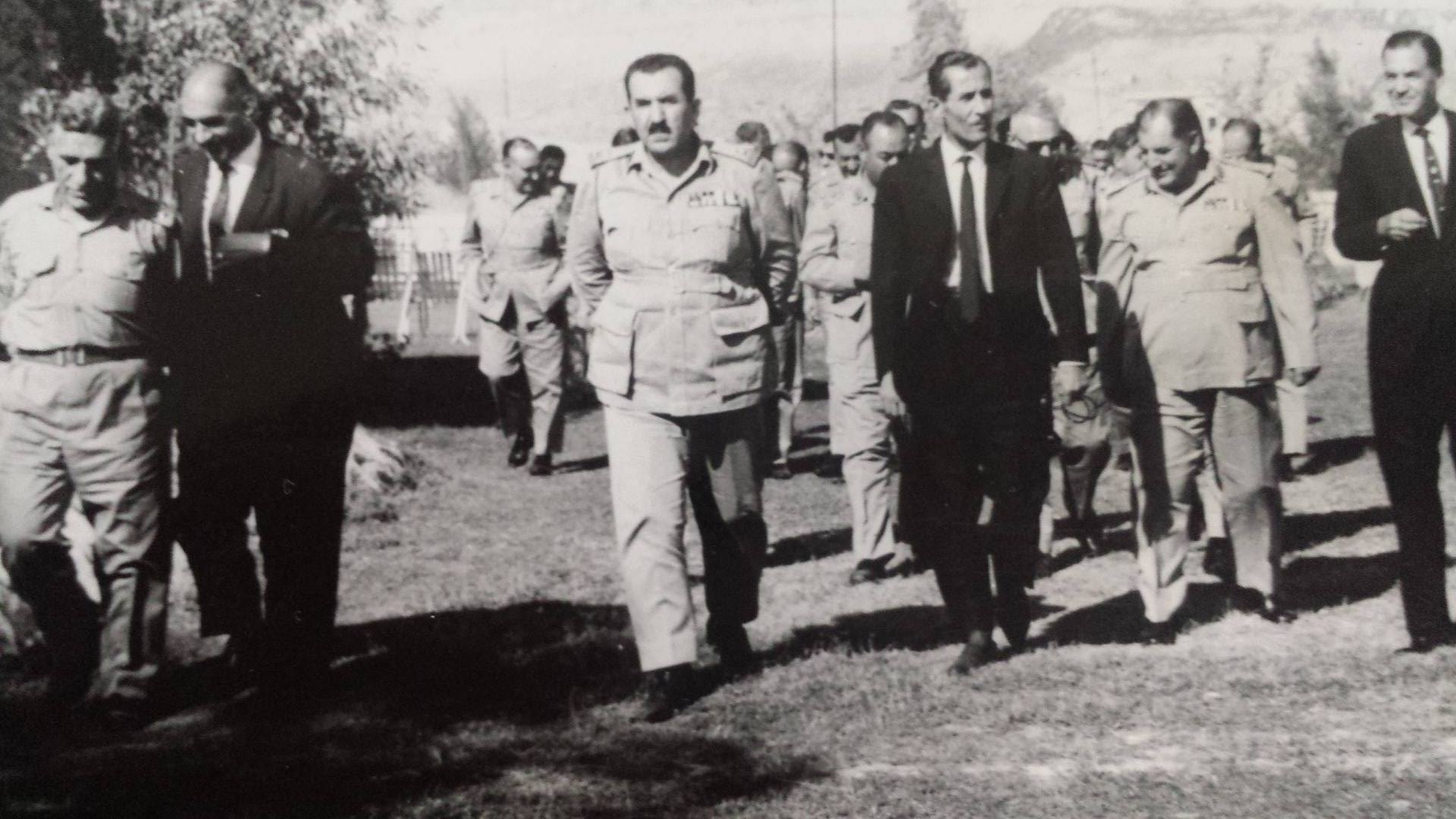
كبار ضباط الجيش العراقي في فترة الستينات اثناء اجتماعهم في معسكر الغزلاني امرية موقع الموصل الثاني، من اليمين العميد "حينها " خليل جاسم الدباغ والعقيد "حينها " عبد الجبار شنشل وسعيد الشيخ متصرف لواء الموصل والعميد عبد الرزاق السيد محمود متصرف لواء السليمانية يتحدث مع العميد "حينها " سعيد حمو امر اللواء الخامس وفي الخلف العميد كنعان نايف الملاح والعميد سعيد قطان والملازم ارشد الزيباري.

ساهم بشكل فعال ورئيسي في التصدي لميليشات الحرس القومي في حركة 18 تشرين الثاني 1963 التصحيحة وكذلك كان له دور رئيسي بالتصدي ل حركة فايدة 1963 وحركة حركة عارف عبد الرزاق الثانية الانقلابية عام 1967.

## محاولات أغتياله
تعرض لعدة محاولات أغتيال فاشلة ومن أبرزها محاولة تفجير المدرسة المشتركة في عرعرة-فلسطين اثناء الحرب العربية الإسرائيلية عام  1949 محاولة اغتياله في عنة من قبل بعض العناصر الشيوعية عام 1959م، ومحاولة اغتياله عدة مرات اثناء حرب الشمال من قبل المتمردين الاكراد أو قوات البيشمركة الكردية في فترة الستينيات والخمسينيات، وأخيرا محاولة اعتقاله الفاشلة من قبل البعثيين بعد مجيء حزب البعث إلى السلطة عام 1969م.

## وفاته
أحيل على التقاعد بطلب منه في عام 1968م، بعد مجيء حزب البعث إلى السلطة وكانت هناك اتجاهات لتحجيم المؤسسة العسكرية العراقية، من قبل قيادي حزب البعث، واخلائها من الضباط المشهورين من أمثال حردان التكريتي وطاهر يحيى وعبد العزيز العقيلي ولم يمهل الوقت اللواء خليل جاسم كثيرا فلقد توفي بعد أقل من عام على تولي حزب البعث للسلطة، وكانت وفاته في مسقط رأسه في الموصل، عام 1389هـ/1969م، عن عمر ناهز 53 عاما، وتاركا إنجازات سجلها له التاريخ العراقي العسكري.

## الأوسمة والأنواط التي منحت له

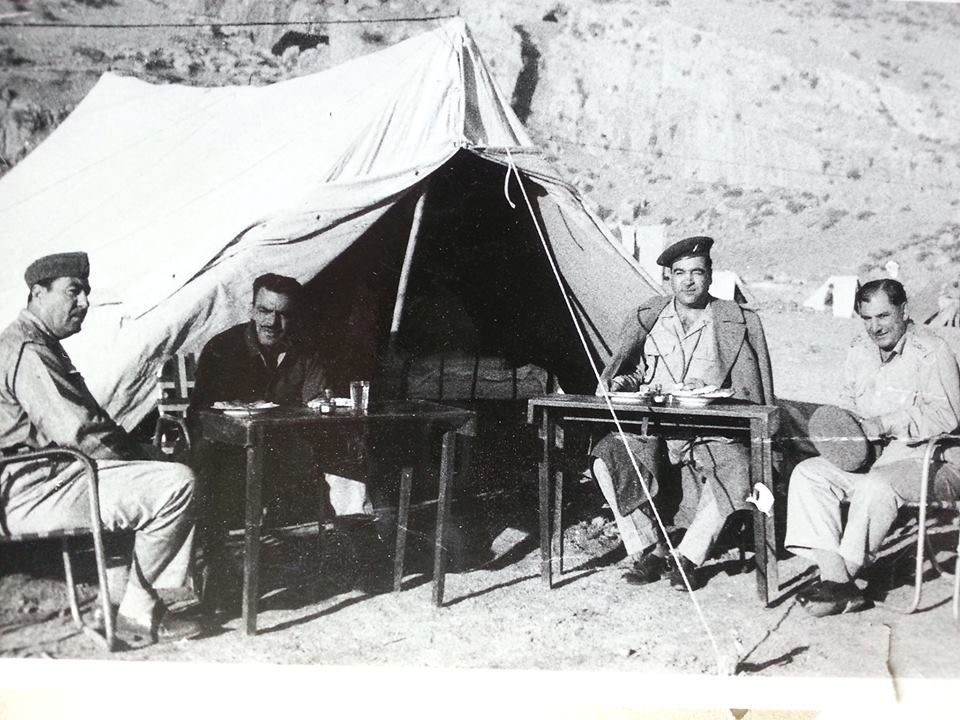
من اليمين العَميد خليل جاسم الدباغ (امر سلاح الفرسان الاول) مع قائد الفرقة الثانية في كركوك ورئيس اركان الجيش لاحقًا ابراهيم فيصل الانصاري (الثالث من اليمين) خَلال الحرب العراقية الكردية الأولى، ستينيات القرن الماضي.

كرم خليل الدباغ ومنح وسام الرافدين والوسام الجمهوري من الدرجة الأولئ وكان قد منح وسام الرافدين الملكي من الدرجة الثانية كذلك وسيف الخدمة العسكرية، لإخلاصه وكفاءته في القيادة والمهارة العسكرية. بالإضافة إلى الانواط والأوسمة التي منحت له سابقا كنوط حركات مايس 1941 لمشاركته الفاعلة في الحرب العراقية البريطانية 1941 ونوط الحرب أو الحرب العالمية الثانية، ونوط انتصار العراق على دول المحور في الحرب العالمية الثانية 1945 أو نوط النصر ونوط حرب فلسطين 1948 لمساهمته الفاعلة وقيادته عملية الدفاع عن وادي عارة فيحرب فلسطين 1948 1949 ونوط الشجاعة لمشاركته في ثورة بارزان الثانية وحركات بارزان الثالثة وحركات بارزان الرابعة في الأعوام 1945 1947 1943، ونوط الخدمة العامة ونوط الإنقاذ لحماية بغداد من الغرق أو فيضان دجلة 1954 ونوط التعاون ونوط التتويج ونوط حركة 18 تشرين 1963 لمساهمته الفاعلة في حركة 18 تشرين الثاني 1963 ونوط الشجاعة لمساهمته الفاعلة في التصدي لحركة فايدة 1963 والتصدي لحركة عارف عبد الرزاق الثانية 1967 ونوط حرب الشمال لمساهمته في حرب الشمال 1961 - 1970 وحركات الشمال، ومنح بعد وفاته نوط اليوبيل الذهبي للجيش العراقي ونوط السلام بالإضافة إلى أنواط أخرى منحت لمعظم ضباط الجيش العراقي آنذاك مثل نوط 14 تموز 1958 ونوط 14 رمضان 1963 ونوط ثورة 17 تموز رغم عدم مشاركته الفعلية في أي من الانقلابات العسكرية التي حدثت في العراق.

## عائلته
لديه من الأولاد ستة (أربعة أبناء وبنتان)، ومن أشهر أبنائه:
- العالم النووي العراقي والأستاذ التدريسي السابق في جامعة بغداد المهندس ضرغام الدباغ.
- بطل الجيش العراقي في الرماية غسان خليل الدباغ 1988-1987.
- ولديه تسعة أحفاد من أولاده الذكور أكبرهم سنا المهندس غيث الدباغ الأستاذ التدريسي في أحد الجامعات الأجنبية والمدرب التقني في وزارة الدفاع لأحد الدول الغربية.